# 鉞增一
雙子座9，又名BD+23 1275，HD 43384、SAO 78176、HR 2240，是雙子座的一颗恒星，视星等为6.25，位于銀經187.99，銀緯3.53，其B1900.0坐标为赤經6h 10m 52.6s，赤緯+23° 3.53′ 29″。